# Izara
Izara es un lugar del municipio español de la Hermandad de Campoo de Suso, a 5 km de la localidad de Reinosa y 6 km de la capital del municipio, Espinilla, en Cantabria (España). Se sitúa en el área inferior del Valle de Campoo, a 940 m de altura sobre el nivel del mar, comunicado con los pueblos de Suano al oeste y Villacantid al norte. Este pueblo da nombre al río Izarilla, que discurre paralelo al Río Híjar hasta llegar al pantano del Ebro.
Altura sobre el nivel del mar: 940 metros.
Población: 72 habitantes en 2024.
Gentilicio: Majueto.
Economía: Predomina la actividad agropuecuaria. Izara destaca por su ganado bovino, especialmente de razas pinta y limousine.
Fiestas locales: San Pedro (29 de junio).

## Paisaje y naturaleza
Por la parte suroeste de Izara comienzan las primeras cuestas del Monte Endino que se cubre de lado a lado por un maduro bosque de robles y hayas. Por el lado opuesto, tras las laderas de un oteruelo en el que se inca caprichosamente la Peñona de Izara, se extiende una vega originada por el arroyo Izadilla y sus meandros.

## Patrimonio histórico
En Izara se ha cuidado con mucho celo el aspecto exterior de las casas, sin desvirtuar apenas los elementos característicos de la construcción tradicional. Destaca la torre de los Gutiérrez del Olmo, de planta baja y dos pisos en los que se abren ventanas cuadradas con moldura sencilla, dos de ellas con alféizar. También posee portada con arco de medio punto, escudo en el piso alto, amplia corraliza y portalada. La solidez y la austeridad general de la decoración la hacen suponer una obra del siglo XVII.
La iglesia se construyó en 1953, aprovechando, en parte, la piedra de las ermitas de San Miguel (que ocupó hasta entonces el mismo solar) y de San Andrés (que se levantaba en el camino de Suano). Reproduce anacrónicamente el estilo barroco de muchas iglesias campurrianas de los siglos XVII y XVIII.
La Peñona, gran peñasco que se asienta junto a la cantera del pueblo. A su término le afecta el lote de caza mayor de la Reserva del Saja, llamado «Lote Izara, Suano y Villaescusa», repartido entre este municipio y Hermandad de Campoo de Suso.
La fuente del pueblo en la plaza principal, a la que suelen acudir numerosos visitantes por la frescura y calidad de su agua.
El "Pozo secreto". Aunque no se conoce exactamente su localización, cuenta la leyenda que en las cercanías de Izara existe un importante pozo donde las capturas de pesca son muy abundantes.
- Datos: Q5923668
- Multimedia: Izara / Q5923668